# 2004年全仏オープン
2004年 全仏オープン（2004ねんぜんふつオープン、Internationaux de France de Roland-Garros 2004）は、フランス・パリにある「スタッド・ローラン・ギャロス」にて、2004年5月24日から6月6日まで開催された。

## シニア

### 男子シングルス
ガストン・ガウディオ def.  ギリェルモ・コリア, 0–6, 3–6, 6–4, 6–1, 8–6
- ガウディオはノーシードからの優勝である。

### 女子シングルス
アナスタシア・ミスキナ def.  エレーナ・デメンチェワ, 6–1, 6–2
- テニス史上初の「ロシア対決の決勝」が行われミスキナは、ロシアの女子テニス選手として最初の4大大会シングルス優勝者になった。

### 男子ダブルス
グザビエ・マリス /  オリビエ・ロクス def.  ファブリス・サントロ /  ミカエル・ロドラ, 7–5, 7–5

### 女子ダブルス
ビルヒニア・ルアノ・パスクアル /  パオラ・スアレス def.  スベトラーナ・クズネツォワ /  エレーナ・リホフツェワ, 6–0, 6–3

### 混合ダブルス
タチアナ・ゴロビン /  リシャール・ガスケ def.  カーラ・ブラック /  ウェイン・ブラック, 6–3, 6–4

## ジュニア

### 男子シングルス
ガエル・モンフィス def.  アレックス・クズネツォフ, 6–2, 6–2

### 女子シングルス
セシル・カラタンチェワ def.  Mădălina Gojnea, 6–4, 6–0

### 男子ダブルス
パブロ・アンドゥハル /  マルセル・グラノジェルス def.  アレックス・クズネツォフ /  ミーシャ・ズベレフ, 6–3, 6–2

### 女子ダブルス
Katerina Bohmová /  ミハエラ・クライチェク def.  Irina Kotkina /  ヤロスラワ・シュウェドワ, 6–3, 6–2